# ジャック1世 (ラ・マルシュ伯)

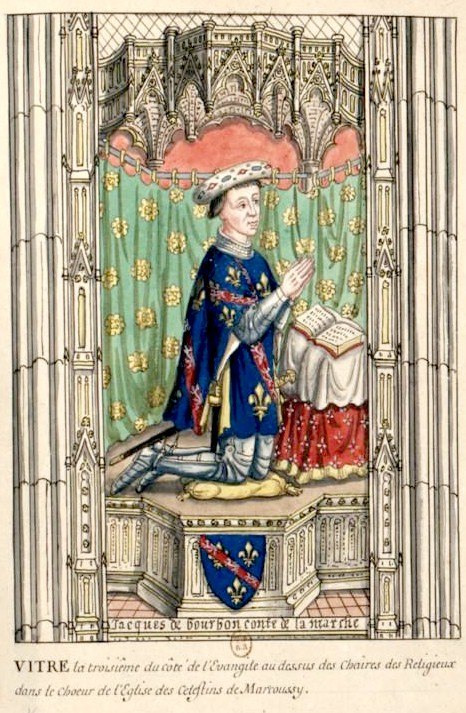
ジャック1世

ラ・マルシュ伯ジャック1世の紋章

ジャック1世（Jacques Ier, comte de La Marche, 1319年 - 1362年4月6日）は、フランスの血統親王（プランス・デュ・サン）。ブルボン公ルイ1世とマリー・ダヴェーヌの息子。ポンテュー伯（在位：1351年 - 1360年）、ラ・マルシュ伯（在位：1341年 - 1362年）。

## 生涯

### 百年戦争
ジャック1世は百年戦争の会戦に参加した。
1347年6月、ジャック1世はロベール・ド・ウォーラン元帥とともにフランドル国境で軍を指揮した。軍はアルトワ北東部の主要都市ベテューヌへ進軍した。田園地方はフランドル軍に制圧されていたが、ベテューヌはまだフランスの手にあった。そこでジャック1世らは、リール周辺地域のシャルル・ド・モンモランシー（1325年 - 1381年）およびエールとサントメールの兵士のほとんどとともに行動していたシャルル・ド・ラ・セルダなどベテューヌ守備隊を含むフランス国境部隊のほとんどを集めた。6月13日、ジャック1世らはフランドル陣営を夜襲した。しかし、フランドル軍は国境を越える前になんとか態勢を立て直し、反撃を開始した。
1349年にジャック1世はラングドック総司令官に任命された。1347年のカレー陥落後に休戦協定が結ばれたが、1349年に再び戦いが勃発し、その年の最も目立った出来事は初代ランカスター公ヘンリー・オブ・グロスモントがラングドックに侵入しトゥールーズの城壁を襲撃したことである。1350年初頭、ジャック1世はアジュネ国境のモワサックに集結する軍隊の指揮を与えられた。これは2月22日のことであった。そこでジャックはすぐに2人の教皇特使を仲介者としてランカスターとの交渉に入った。その結果、休戦が成立し、当初はラングドックとジャックが軍司令官を務めていた領域に限定されていたが、4月にはフランス全土に拡大された。

### ナバラの参戦
1354年に彼はフランス軍総司令官に任命された。1355年1月から2月にかけて、ジャック1世は軍総司令官としてイングランドとの戦争再開の計画に参加した。しかし、フランスがナバラ王カルロス2世の陰謀に巻き込まれると、戦争はすぐに二の次となった。1355年5月、イングランドと同盟を結んだナバラ王とフランス王ジャン2世との間で開戦が始まることがはっきりした。ジャック1世は、カルロス2世に代わってジャン2世に働きかけたジャンヌ・デヴルーとブランシュ・デヴルー（カルロス2世の姉）という2人のフランス王太后が率いる派閥に属していた。結局、ジャン2世は譲歩し、5月31日にカルロス2世を許すことに同意した。
しかし、ジャン2世の手紙がナバラの首都パンプローナに届いた時には、カルロス2世とその軍隊はすでにノルマンディーのコタンタン半島に向かっていた。そのため、6月4日にこの知らせがパリに届いたとき、ノルマンディーの防衛を準備しなければならなくなった。このために2つの軍隊が結成された。最大のものは軍総司令官であるジャック1世が指揮を与えられ、カーンに駐屯することになっていた。ジャック1世はまた、ナバラ王カルロス2世が上陸するとすぐに面会し、国王の新たな状況を説明する3人の調停人のうちの1人に任命された。ナバラ王カルロス2世は7月5日にシェルブールに到着し、その後すぐに交渉が始まった。その結果、9月10日にヴァローニュ条約が締結された。条約の条項には、ノルマンディーにあるカルロス2世の城壁に囲まれた7つの町と城を名目上ジャック1世に引き渡すという内容が含まれていた。

### トゥールーズの戦い
1355年の秋、ジャック1世は南部におり、現地軍を指揮するアルマニャック伯ジャン1世とジャン・ド・クレルモン元帥とともに、予想されるエドワード黒太子の侵攻を防御することになっていた。10月にエドワード黒太子が襲撃したとき、それは予想よりも南の、ガロンヌ渓谷ではなくアルマニャック伯領であった。3人のフランス軍司令官は南のトゥールーズに急行し、そこで包囲戦の準備を整えた。10月28日、エドワード黒太子はこれまで馬で渡ったことのない場所でガロンヌ川とアリエージュ川を渡り、トゥールーズから数マイルのところまで北上した。イングランド軍が両側からこの都市に侵入しようとするかもしれないと考えたジャック1世は、タルン川とガロンヌ川の合流点を確保するためにモントーバンに向けて出発した。一方、エドワード黒太子は東へ進み、これまで戦争の影響を受けず、ほとんど無防備だった土地へ向かった。11月8日、エドワード黒太子はナルボンヌを占領したが、今や本拠地から遠く離れていた。ジャック1世とアルマニャック伯がエドワード黒太子を追って東へ向かい、オード川沿いのオンプスの町で陣をとったが、これは最初は退路を断ってエドワード黒太子と自分たちに有利な状況で戦うつもりであったとみられる。結局、軍司令官らはトゥールーズに向けて西に撤退することを決定したため、戦闘は行われなかった。
イングランド軍が西へ戻る途中、トゥールーズで戦略をめぐって深刻な意見の相違が勃発した。アルマニャック伯は戦役全体を通して、いかなる犠牲を払ってでも戦闘を回避し、主要都市と渡河の防衛に集中することを主張し、その結果田園地方をイングランド軍に対し放棄した。これはラングドックの人々にとって不満であり、軍事行動を望んでいたジャック1世も憤慨していた。イングランド軍を止める最後の機会はサーヴ川であったが、数日間敵を監視した後、11月21日にアルマニャック軍は川にかかる橋を壊して北へ撤退した。エドワード黒太子は翌日川を渡り、11月28日にイングランド領に戻った。フランス軍の防衛行動は南部では不評であり、ジャック1世はアルマニャック伯の戦略に同意せず、国王に自らの見たことを報告したものの、3人の指揮官に向けられた非難から逃れることはできなかった。
1355年11月12日、イングランド王エドワード3世が成果のなかったピカルディへの襲撃を終えてカレーに帰還した翌日、ジャック1世とアルヌール・ドードレム元帥は両王の一騎打ちで戦争を解決するという提案を支持したが、これは不首尾に終わった。

### ポワティエの戦い
ジャック1世は政治的陰謀にうんざりし、1356年5月に軍総司令官の職を辞したが、同年のポワティエの戦いに参加し、イングランド軍の捕虜となった。ジャック1世の身代金25,000エキュは、キャプタル・ド・ビュシュのジャン3世・ド・グライーと仲間5人によりエドワード黒太子に支払われた。ジャック1世はブレティニー条約により釈放された。また、同条約によりポンテューがイングランドに引き渡された。ポンテュー伯領は兄のブルボン公ピエール1世がポワティエで亡くなった後、ジャック1世が継承していた。

### 死
さらに、条約によりもたらされた和平は幻であることがはっきりした。イングランドがフランスと和平を保っていた一方で、解雇された傭兵は田園地方を荒らし、身代金を得るため都市全体を制圧した。ジャック1世が捕虜の身から解放された直後、ジャン2世はジャック1世とジャン・ド・タンカルヴィルに、プティ・メシャン（en）の指揮する「傭兵団」がブルゴーニュを制圧する前に傭兵団を鎮圧するための軍隊を結成するよう命じた。ジャック1世とタンカルヴィルはブリニェに軍隊を集めた。ジャック1世らは傭兵団が公の場で自分達に挑むとは夢にも思わず、陣地を確保するためにほとんど歩を進めず、1362年4月6日の朝に傭兵団が攻撃したとき、ジャック1世らは完全に不意を突かれた。その後の戦闘でフランス軍は敗走し、ジャック1世と長男ピエール2世は致命傷を負い、これにより2人とも相次いで死去した。

## 結婚と子女
1335年、ジャック1世はルーズ領主ユーグ・ド・シャティヨンの娘ジャンヌ・ド・シャティヨンと結婚し、以下の子女をもうけた。
- イザベル（1340年 - 1371年） - 1362年にリヨンにおいてボーモン＝オー＝メーヌ子爵ルイ2世と結婚[5]、1364年にヴァンドーム伯ブシャール7世と結婚。
- ピエール2世（1342年 - 1362年） - ラ・マルシュ伯[1]
- ジャン1世（1344年 - 1393年） - ラ・マルシュ伯、カトリーヌ・ド・ヴァンドームと結婚[4]
- ジャック（1346年 - 1417年） - チュリー男爵[4]、1385年頃にプレオー、ダンジュおよびチュリー女領主マルグリットと結婚